# Ternyang
Ternyang is een bestuurslaag in het regentschap Malang van de provincie Oost-Java, Indonesië. Ternyang telt 5371 inwoners (volkstelling 2010).